# 라티움

5세기경 라티움

라티움(Latium)은 이탈리아 반도 중부 서안에 위치한 곳으로, 테베레강 유역, 아펜니노산맥과 티레니아해 사이에 있는 넓은 평야지대이다. 초기 고대 로마가 이 곳을 중심으로 성장했다. 오늘날 라치오주의 기원이 된다.

## 지리
라티움은 오늘날의 로마 시에서 서남쪽으로 20 km가량 떨어진 몬스 알바누스(오늘날의 콜리 알바니(이탈리아어: Colli Albani) ) 산을 중심으로한 둘레 60 km 정도의 평야 지역을 일컫는 지명이었다. 인근의 테베레강에 의해 쌓인 화산토가 평야를 이루었던 이 지역에 기원전 1,000년 무렵 라틴인이 정착하면서 라티움이라 불리게 되었다. 라티움의 중심엔 알바노 호수가 자리잡고 있다.

## 역사
기원전 1,000년 무렵 라틴족이 이 지역에 정착하기 시작하였다. 라틴족은 기원전 750년 무렵까지 이 지역에서 목축과 농업을 하며 살았다. 땅이 그다지 비옥하지 않았기 때문에 주요 농작물은 올리브와 포도였다. 기원전 493년 라티움의 도시 국가들이 라틴 연맹을 결성하여 고대 로마의 기반이 형성되었다.

## 같이 보기
- 피데나이
- 에트루리아